# Fairfield Challenger 1992
Il Fairfield Challenger 1992 è stato un torneo di tennis facente parte della categoria ATP Challenger Series nell'ambito dell'ATP Challenger Series 1992. È stata l'edizione inaugurale del torneo, si è giocato a Fairfield (California) negli Stati Uniti dal 21 al 27 settembre 1992 su campi in cemento.

## Vincitori

### Singolare
Jared Palmer ha battuto in finale  Alex O'Brien con il punteggio di 7–6, 6–2

### Doppio
Jared Palmer /  Jim Pugh hanno battuto in finale  Steve DeVries /  Ted Scherman con il punteggio di 6–4, 7–6